# Pixelmator
Pixelmator är ett bildbehandlingsprogram avsett för Mac OS.
Pixelmator har funktioner för såväl nybörjare som proffs. Bildbehandlingsprogrammet har stöd för bland annat lager, kurvor, retuschering, och kan även importera bilder från iSight - den inbyggda kameran i de flesta Macar idag. Programmet utmärker sig också genom att använda grafikprocessorn istället CPU:n för grafikmotorn, tack vare stöd för Apples API Core Image, samt OpenGL. Pixelmator fungerar från Mac OS X 10.4 (Tiger) och uppåt och integrerar med Iphoto.
Den 1 november 2024 meddelade Pixelmator att de hade ingått ett avtal om att bli förvärvade av Apple, med förbehåll för regulatoriskt godkännande. Förvärvet slutfördes den 11 februari 2025.